# Corinne Roosevelt Robinson

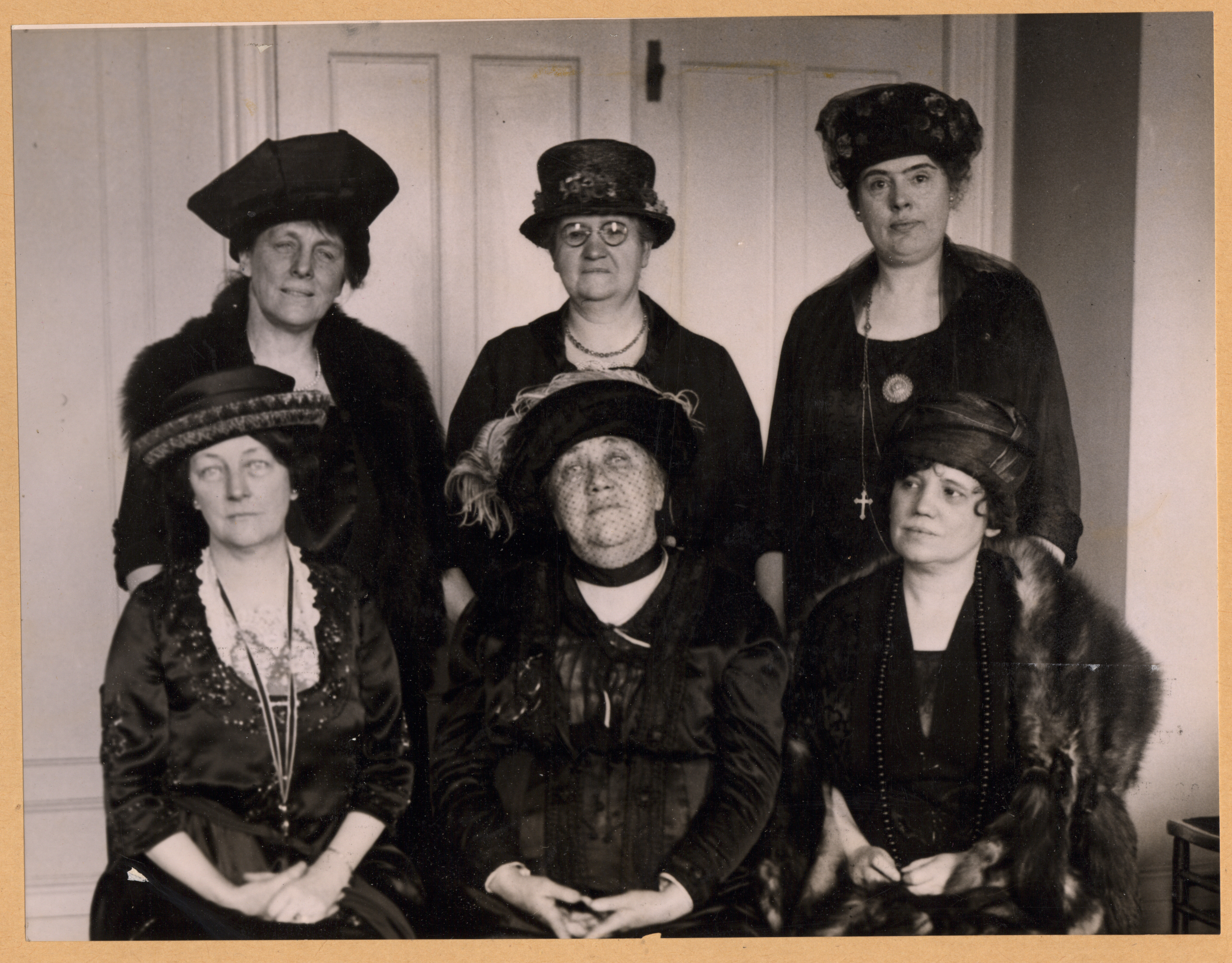
Corinne Roosevelt à la Convention républicaine de 1920, en haut à gauche

Corinne Roosevelt (27 septembre 1861 - 17 février 1933) est une écrivaine américaine, poète et conférencière. Elle était la plus jeune sœur de Theodore Roosevelt et la tante de Eleanor Roosevelt.

## Biographie
Corinne Roosevelt naît le 27 septembre 1861, 28 East 20th Street (depuis Theodore Roosevelt Birthplace National Historic Site (en)) à New York, la quatrième fille du philanthrope et entrepreneur Theodore Roosevelt, Sr. (1831-1878) et de Martha Bulloch Roosevelt (1835-1884), une personnalité de la haute société new-yorkaise. Ses frères et sœurs sont : Bamie Roosevelt (en) (1855-1931), le futur président Theodore Roosevelt (1858-1919) et Elliott Bulloch Roosevelt (en) (1860—1894), le père de la future première dame des États-Unis Eleanor Roosevelt (1884-1962). Elle est une descendante de la Schuyler family (en),.
Le 29 avril 1882, Corinne Roosevelt épouse Douglas Robinson, Jr. (1855-1918), le fils de Douglas Robinson, Sr. (1824-1893) et Frances Monroe (1824-1906). Le grand-père maternel de Robinson, James Monroe (1799–1870), était le neveu du président James Monroe (1758-1831). Ils eurent quatre enfants :
- Theodore Douglas Robinson (1883-1934), élu au Sénat de l'État de New York.
- Corinne Alsop Cole (1886-1971), mère des journalistes Joseph Alsop (en) (1910-1989) et Stewart Alsop (en) (1914-1974)
- Monroe Douglas Robinson (1887-1944)
- Stewart Douglas Robinson (1889-1909)

## Carrière
Elle a commencé à écrire toute jeune encore, encouragée par ses amis, en particulier Edith Wharton pour ses écrits poétiques. En 1911, elle publie son premier poème, The Call of Brotherhood, dans le Scribner's Magazine. Son premier recueil de poèmes (sous le même titre) fut publié en 1912. Puis One Woman to Another and Other Poems (1914) dédié à sa fille, Corinne Alsop Cole, en mémoire de son frère Elliott B. Roosevelt (en), Service and Sacrifice (1919) dédié à son frère Theodore Roosevelt, The Poems of Corinne Roosevelt Robinson (1924), et Out of Nymph (1930) dédié à Charles Scribner III (en). Elle publie en 1924 un volume de mémoires My Brother Theodore Roosevelt. En 1920, elle devint la première femme à être appelée à soutenir la nomination d'un candidat à une Convention nationale : parlant devant 14 000 personnes, elle appuya la candidature du général Leonard Wood à la Convention nationale républicaine de 1920 (en).

## Œuvres
- The Call of Brotherhood (1912) (poésie)
- One Woman to Another and Other Poems (1914) (poésie)
- Service and Sacrifice (1919) (poésie)
- The Poems of Corinne Roosevelt Robinson (1924) (poésie)
- Out of Nymph (1930) (poésie)
- My Brother Theodore Roosevelt (1924) biographie de Theodore Roosevelt